# Futari wa Pretty Cure
Futari wa Pretty Cure (jap. ふたりはプリキュア Futari wa PuriKyua; dosł. „My jesteśmy Pretty Cure”) – japońskie anime z gatunku mahō-shōjo, pierwsze z serii Pretty Cure, wyprodukowane przez Toei Animation. Anime oglądane było głównie przez uczniów szkoły podstawowej i gimnazjum. Seria Pretty Cure w reżyserii Daisuke Nishio emitowana była na antenie TV Asahi od 1 lutego 2004 do 30 stycznia 2005 roku. Bezpośrednim sequelem serii jest anime Futari wa Pretty Cure Max Heart (jap. ふたりはプリキュア Max Heart Futari wa PuriKyua Makkusu Hāto; dosł. "My jesteśmy Pretty Cure Max Heart"), lub w skrócie Max Heart, które było emitowane na kanale TV Asahi od 6 lutego 2005 do 29 stycznia 2006 roku. Powstały także dwa filmy, których premiera odbyła się 16 kwietnia 2005 roku i 10 grudnia 2005 roku.

## Opis fabuły
Pierwsza historia obraca się wokół dwóch dziewczyn – Nagisy Misumi i Honoki Yukishiro, które spotykają w Ogrodzie Światła (jap. 光の園 Hikari no Sono; Garden of Light) Mipple i Mepple, którzy ofiarują im moce do walki z siłami Dark Zone (Mrocznej Strefy) – wymiaru zła, który najechał Ogród Światła i zamierza zdobyć Ogród Tęczy (jap. 虹の園 Niji no Sono; Garden of Rainbows), którym jest Ziemia. Jako Cure White i Cure Black poszukują kamieni Prism Stones, aby móc dostać się do Ogrodu Światła i naprawić większość szkód wyrządzonych przez Dark Zone.
Seria Max Heart kontynuuje historię, kiedy Nagisa i Honoka spotytkają tajemniczą Hikari Kūjō, która okazuje się być "Życiem" Królowej Ogrodu Światła, lecz bez pamięci o jej poprzednim życiu i z rozproszoną mocą w postaci "Heartiel". Gdy Pretty Cure duo próbuje je odnaleźć, pozostałości po Dark Zone chronią tajemniczego chłopca, który wydaje się być "Życiem" Dark King. Cure Black i Cure White walczą z nowymi wrogami wspólnie z Hikari jako Shiny Luminous.

## Postacie

### Pretty Cure
Nagisa Misumi (jap. 美墨 なぎさ Misumi Nagisa) / Cure Black (jap. キュア・ブラック Kyua Burakku)
Seiyū: Yōko Honna 
Nagisa jest asem szkolnej drużyny lacrosse. Jest również bliską przyjaciółką Akane Fujity, która prowadzi własne stoisko Takoyaki. Nagisa jest żywiołową osobą, choć zwykle dość leniwą jeśli chodzi o jej pracę domową. W pierwszej serii ma 14 lat, a w serii Max Heart – 15 lat. Uwielbia jeść, zwłaszcza takoyaki, które kupuje ze stoiska Akane. Choć zwykle jest odważna, staje się podenerwowana w pobliżu Shōgo, który jej się podoba. Jej ulubionym powiedzeniem jest "Niemożliwe!" (jap. ありえな～い! Ariena~i). Jako Cure Black jest silna i pełna emocji. Przedstawia się jako Emisariuszka Światła, Cure Black! (jap. 光の使者、キュア・ブラック！ Hikari no shisha, Kyua Burakku!; Emissary of light, Cure Black!).
Honoka Yukishiro (jap. 雪城 ほのか Yukishiro Honoka) / Cure White (jap. キュア・ホワイト Kyua Howaito)
Seiyū: Yukana 
Spokojna dziewczyna, która mieszka ze swoją babcią Sanae i jej psem Chūtarō, gdyż jej rodzice stale pracują za granicą. Jest w wieku Nagisy. Jest bardzo inteligentna i mądra i często jest nazywana "Królową Wiedzy". Jest członkiem klubu naukowego, gdzie jest podziwiana przez innych. Honoka nie miała wielu przyjaciół, ale przyjaźni się z Nagisą. Jako Cure White jest szybka i pełna wdzięku. Przedstawia się jako Emisariuszka Światła, Cure White! (jap. 光の使者、キュア・ホワイト！ Hikari no shisha, Kyua Howaito!; Emissary of light, Cure White!).
Hikari Kūjō (jap. 九条 ひかり Kūjō Hikari) / Shiny Luminous (jap. シャイニ・ルミナス Shaini Ruminasu)
Seiyū: Rie Tanaka 
Nieśmiała blondynka, która pojawia się w serii Max Heart. Jest "Życiem Królowej" w ludzkiej postaci po tym, jak Królowa rozdzieliła się po swoim ostatnim starciu z Dark King. Ma 13 lat. Podając się za kuzynkę Akane i pracując w jej stoisku takoyaki, Hikari zapisuje się do szkoły Nagisy i Honoki i zaprzyjaźnia się z nimi. Później zyskuje możliwość przekształcania się w Shiny Luminous. Mimo że nie ma tyle siły, czy umiejętności w walce, używa swoich mocy aby utrudnić walkę przeciwnikom i zwiększa moc ataków Cure Black i Cure White. Przedstawia się jako Błyszczące życie, Shiny Luminous! (jap. 輝く命、シャイニー・ルミナス！ Kagayaku inochi, Shaini Ruminasu!; Sparkling life, Shiny Luminous!).

### Ogród Światła
Mepple (jap. メップル Meppuru)
Seiyū: Tomokazu Seki 
Mepple został wybrany obrońcą Księżniczki Nadziei, która pozwala Nagisie na przemianę w Cure Black. Mieszka z Nagisą, a swoje wypowiedzi kończy wyrażeniem "-mepo". Zarówno Mipple jak i Mepple może pozostać w swojej prawdziwej postaci na krótki czas, więc zazwyczaj zajmuje energooszczędną postać przypominającą telefon komórkowy, który służy Nagisie i Honoce do transformacji.
Mipple (jap. ミップル Mippuru)
Seiyū: Akiko Yajima 
Mipple jest Księżniczką Nadziei z Ogrodu Światła. Ona, podobnie jak Honoka, jest na ogół bardziej powściągliwa niż Mepple, czy Nagisa. Mieszka z Honoką, a swoje wypowiedzi kończy wyrażeniem "-mipo".
Porun (jap. ポルン Porun)
Seiyū: Haruna Ikezawa 
Porun jest Księciem Ogrodu Światła. Zostaje wysłany na Ziemię po tym jak Pretty Cure zebrały wszystkie Prism Stones. Podobnie jak Mepple i Mipple może przybrać postać podobną do konsoli do gier, a również dzięki niemu Cure Black i Cure White mogą użyć Rainbow Bracelets (Tęczowe Bransoletki). Mieszka głównie z Nagisą w pierwszej serii i z Hikari w serii Max Heart. Kończy swoje wypowiedzi wyrażeniem "-popo".
Lulun (jap. ルルン Rurun)
Seiyū: Asuka Tanii 
Księżniczka Ogrodu Światła, pojawia się w serii Max Heart. Dzięki niej Shiny Luminous może korzystać z Heartiel Broach. Kończy swoje wypowiedzi wyrażeniem "-lulu".
Królowa (jap. クイーン Kuīn; Queen)
Seiyū: Kaya Matsutani 
Władczyni Ogrodu Światła (jap. 光の園 Hikari no Sono; Garden of Light), świata chronionego mocą kamieni Prism Stones. Podczas Max Heart Królowa zostaje rozdzielona na Hikari i 12 Heatiels. Królowa jest animowana techniką CGI.

### Dark Zone
Wrogiem z pierwszej serii jest królestwo Dark Zone (jap. ドツクゾン Dotsuku Zon; Dusk Zone) rządzone przez Mrocznego Króla (Dark King).
Dark King (jap. ジャアクキング Jaaku Kingu)
Seiyū: Ken'ichi Ono 
Uwięziony władca Dark Zone. On jest bardzo wysoki i muskularny o czerwonych oczach. Chce zdobyć kamienie Prism Stones, aby zapobiec ostatecznemu zniszczeniu swojego ciała i aby stać się nieśmiertelnym. Podobnie jak Królowa Ogrodu Światła Mroczny Król jest animowany techniką CGI.
- Zakenna (jap. ザケンナー) – stworzenia, które służą w Dark Zone zarażając ludzi lub przedmioty, aby uczynić je złe.

#### Dark Five
Pisard (jap. ピーサード Pīsādo)
Seiyū: Hiroki Takahashi 
Pojawia się jako pierwszy z Dark Five. Podążając za Mepple spotyka Nagisę i Honokę, które dzięki Mepple i Mipple przemieniają się w legendarne wojowniczki Pretty Cure i pokonują go w walce.
Gekidrago (jap. ゲキドラーゴ Gekidorāgo)
Seiyū: Kōji Ishii 
Siłacz, pojawia się w odc. 6 jako drugi Dark Five. W walce polega na swojej sile, a nie na rozumie. Często kończy zdania końcówką "-muka".
Poisonny (jap. ポイズニー Poizunī)
Seiyū: Sakiko Uran 
Jedyna kobieta wśród Dark Five. Pojawia się w odc. 12, jej taktyką jest atak z ukrycia, często przybiera postać człowieka, aby zdobyć zaufanie dziewczyn przed atakiem. W swojej prawdziwej postaci przypomina wampira z powodu bladej cery, ciemnego stroju i kłów.
Kiriya (jap. キリヤ Kiriya)
Seiyū: Reiko Kiuchi 
Najmłodszy z Dark Five, młodszy brat Poisonny. Przybywa na Ziemię w celu szpiegowania Nagisy i Honoki, przenikając do ich szkoły jako student pierwszego roku, jednak w końcu się z nimi zaprzyjaźnia, rozwijając uczucia przyjaźni, a później także miłości względem Honoki po tym, jak ona okazuje mu życzliwość. Stara się zrozumieć ludzkie emocje. Nie radzi sobie w walce przeciwko Pretty Cure, przez co zostaje odesłany z powrotem do Dark Zone, ale przedtem oddaje Cure Black i Cure White kamień Prism Stone. Po tym jak Dark King zostaje zniszczony, Kiriya powraca jako normalny człowiek na Ziemię.
Ilkubo (jap. イルクーボ Irukūbo)
Seiyū: Issei Futamata 
Najpotężniejszy z piątki Dark Five, jest prawą ręką Dark King. Może on blokować atak Marble Screw swoimi mocami, jak również wiele innych ataków, ale bezpośrednie trafienie może nadal go zranić. Pierwszy pojawił się na Ziemi, ale zacząć działać przeciw Pretty Cure po tym jak Kiriya został odesłany z powrotem do Dark Zone. Zostaje pokonany w odcinku 24, ale na krótko powraca w odcinku 25, gdzie walczy z Pretty Cure i zabiera je do Dark Zone.

## Moce Pretty Cure
Kwestia Cure Black, Kwestia Cure White, Kwestia Shiny Luminous

### Transformacje
Dual Aurora Wave! Emissary of Light, Cure Black! Emissary of Light, Cure White! We are Pretty Cure! Serwant of the Dark Power... Return to the darkness from which you came! (jap. デュアル・オーロラ・ウェイブ！光の使者、キュアブラック！光の使者、キュアホワイト！ふたりはプリ・キュア！闇の力の僕たちよ！とっととおウチにかえりなさい！)
Luminous! Shining Stream! Sparkling Life, Shiny Luminous! Heart of Light and Stones of Light! For them all to become one! (jap. ルミナズ！シャイニング・ストリーム！かがやく命、シャイニルミナズ！光の心、光の石！全て壱つに刷る為に！)

### Ataki

#### Futari wa Pretty Cure
- Black thunder! White thunder! Our beautiful souls... Shall crush your evil heart! Pretty Cure Marble Screw! (jap. ブラック・サンダー！ホワイト・サンダー！プリキュアのうつくしき魂が邪悪な心をうちくだく！プリ・キュア・マーブル・スクリュー！)
- Black pulsar! White pulsar! One that is cursed with Dark Powers... We shall now break the chains that bind you! Pretty Cure Rainbow Therapy! (jap. ブラック・パルサー！ホワイト・パルサー！闇の呪縛にとらわれしものよ 今、その鎖をたちきらん！プリ・キュア・レインボー・セラピー！)
- Power of Hope! Stones of Light! Face toward the future and press onward! Pretty Cure Rainbow Storm! (jap. 希望の力よ！光の石よ！未来へ向かってすき進！プリ・キュア・レインボー・ストーム！) (+ Rainbow Bracelet)

#### Futari wa Pretty Cure Max Heart
- Black thunder! White thunder! Our beautiful souls... Shall crush your evil heart! Pretty Cure Marble Screw! Max! (jap. ブラック・サンダー！ホワイト・サンダー！プリキュアのうつくしき魂が 邪悪な心をうちくだく！プリ・キュア・マーブル・スクリュー！マックス！)
- Before our eyes... Hope. Into our hands... The Power of Hope. Black thunder! White thunder! Our beautiful souls... Shall crush your evil heart! Pretty Cure Marble Screw! Max! Sparkle! (jap. 私たちの目の舞に...希望  私たちの手の中に...希望の力を  ブラック・サンダー！ホワイト・サンダー！プリキュアのうつくしき魂が邪悪な心をうちくだく！プリ・キュア・マーブル・スクリュー！マックス！スパークル！) (+ Sparkle Bracelet)
- Heartiel Action! (jap. ハーティエル・アクション！) (+ Heartiel Brooch)
- Abundant courage! Overflowing hope! Together with the embrace of sparkling light! Extreme Luminario! (jap. いなぎる勇気！あふれる希望！光輝き絆と友に！エクストリイム・ルミナリオ！) (+ Heart Baton)
- Abundant courage! Overflowing hope! Together with the embrace of sparkling light! Extreme Luminario! Max! (jap. いなぎる勇気！あふれる希望！光輝き絆と友に！エクストリイム・ルミナリオ！マックス！) (+ Heart Baton)

## Przedmioty
- Card Commune (jap. カード・コミューン Kādo Komyūn) – formy, które Mipple i Mepple przybierają podczas pobytu na ziemi
- Pretty Commune (jap. プリティ・コミューン Puriti Komyūn) – forma, którą Pollun przybiera podczas pobytu na ziemi
- Prism Stone (jap. プリズム・ストーン Purizumu Sutōn) – siedem magicznych kamieni, które zapewniają przetrwanie Ogrodowi Światła
- Prism Hoppish (jap. プリズム・ホーピッシュ Purizumu Hōpisshu) – źródło mocy Ogrodu Światła, składa się z 7 kamieni Prism Stone
- Rainbow Bracelet (jap. レインボー・ブレス Reinbō Buresu)

### seriaMax Heart
- Heartfull Commune (jap. ハートフル・コミューン Hātofuru Komyūn) – formy, które Mipple i Mepple przybierają podczas pobytu na ziemi w serii Max Heart
- Touch Commune (jap. タッチ・コミューン Tatchi Komyūn) – forma, którą Pollun przybiera podczas pobytu na ziemi w serii Max Heart
- Miracle Commune (jap. ミラクル・コミューン Mirakuru Komyūn) – forma, którą Lulun przybiera podczas pobytu na ziemi w serii Max Heart
- Sparkle Bracelet (jap. スパークル・ブレス Supākuru Buresu)
- Heartiel Baton (jap. ハーティエル・バトン Hātieru Baton)
- Heartiel Brooch (jap. ハーティエル・ブローチェ Hātieru Burōche)
- Heartiels (jap. ハーティエル Hātieru) – dwanaście wróżek reprezentujących wolę Królowej
- Queen Chairect (jap. クイーン・チェアレクト Kuīn Chearekuto) – przedmiot służący do gromadzenia Heartiels

## Lokacje
- Ogród Tęczy (jap. 虹の園 Niji no Sono) – nazwa ta odnosi się do świata ludzi (Ziemi).
- Ogród Światła (jap. 光の園 Hikari no Sono) – kraina, z której pochodzą Mepple i Mipple
- Middle Girls School Verone Academy (jap. ベローネ学院女子中等部) – szkoła Nagisy i Honoki
- Middle Boys School Verone Academy (jap. ベローネ学院男子中等部)
- Tako Cafe – ruchome stoisko Akane-san.

## Muzyka

### Pretty Cure
Opening
- "DANZEN! Futari wa PreCure" (jap. DANZEN! ふたりはプリキュア), Mayumi Gojō

Ending
- "Gecchuu! Rabu Rabu?!" (jap. ゲッチュウ! らぶらぶぅ?! Getchū! Rabu Rabu~u?!), Mayumi Gojō

Inne
- "Heart to Heart"
- "☆SHINING STAR☆"
- "Gecchuu! Rabu Rabu! ~VERONE Chorus Version~" (jap. ゲッチュウ!らぶらぶぅ?!〜VERONE Chorus Version〜)
- "Beautiful World"

### Max Heart
Opening
- "DANZEN! Futari wa PreCure! (Ver. MaxHeart)" (jap. DANZEN! ふたりはプリキュア (Ver. Max Heart)), Mayumi Gojō

Ending
- "Murimuri?! Ariari!! IN Jaa~nai?!" (jap. ムリムリ?! ありあり!! INじゃぁな〜い?!) (1-36), Mayumi Gojō z Young Flesh
- "Wonder*Winter*Yattaa!!" (jap. ワンダー☆ウインター☆ヤッター!!) (37-47), Mayumi Gojō

Inne
- "Koko ni iru yo" (jap. ここにいるよ)
- "Tabidachi no asa ni" (jap. 旅立ちの朝に)